# Setabis serica
Setabis serica is een vlindersoort uit de familie van de prachtvlinders (Riodinidae), onderfamilie Riodininae.
Setabis serica werd in 1851 beschreven door Westwood.